# South Street Seaport Museum de New York
Le South Street Seaport Museum de New York a été fondé en 1967 par Peter et Norma Stanford dans le quartier historique qui est le site de l'original du port de New York, sur le quai 17 de l'East River. 

Le musée possède plus de 2 800 m² d'espace d'exposition sur la marine du XIXe siècle. Il abrite une imprimerie, un musée d'archéologie, une bibliothèque maritime, un centre artisanal, un laboratoire de conservation de la vie marine, et la plus grande société privée appartenant à la flotte de navires historiques dans le pays.

Dès l'origine, outre la préservation des bateaux, l'accent a été mis sur le fait d'être un lieu éducatif sur l'histoire de ce quartier maritime à l'apogée du port de New York, des années 1820 à 1860. Presque tous les bâtiments existants et tout le quartier portuaire sont destinés à transporter le visiteur dans le New York du milieu du XIXe siècle, afin de lui montrer ce qu'était la vie du commerce maritime de l'époque. Les bâtiments connus sous le nom de Schermerhorn Row étaient menacés de destruction ou de développement commercial intensif quand la marine à voile
de la ville périclitait. À proximité de Fulton Street ont été  préservées les rues pavées et bordées de boutiques, bars et restaurants.
Par les efforts de préservation de ces bâtiments et l'acquisition de plusieurs voiliers le musée a pu prendre forme dans le South Street Seaport.
En 1982, le réaménagement du quartier a commencé et le musée devint une grande attraction touristique par le biais du développement des zones commerciales modernes. En 1998, le South Street Seaport Museum de New York est désigné par le Congrès américain musée maritime national.

## Les bateaux du musée
- Le Peking de la Flying P-Liner (1911),  quatre-mâts barque ³
- Le Wavertree (1885), voilier-cargo ³
- Le Pioneer (1885), goélette de charge  ¹ ³
- Le Lettie G. Howard (1893), goélette de pêche  ¹ ²
- Le Ambrose (LV-87) (1908), bateau-phare ²
- Le Helen McAllister (1900),  remorqueur
- Le W. O. Decker (1930),  remorqueur  ¹ ³
- Le Marion M. (1932)

Ces bateaux, avec des conditions météorologiques favorables, promènent le public dans la ville de New York par les cours d'eau.
Ces navires ont été désignés National Historic Landmark par le National Park Service.
Ces navires ont été répertoriés Registre national des lieux historiques par le National Park Service.